# Oblatinnen des Heiligsten Herzens Jesu

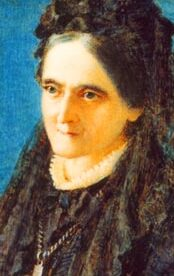
Louise-Thérèse de Montaignac

Die Oblatinnen des Heiligsten Herzens Jesu (fr.: Oblates du Coeur de Jésus) gehören zu den Instituten des geweihten Lebens in der römisch-katholischen Kirche. Das Ordenskürzel der Kongregation ist OCJ.

## Geschichte
Die Kongregation hat ihren Ursprung in einer Sodalität, die die Selige Louise-Thérèse de Montaignac de Chauvance in Montluçon, Auvergne, gründete. Sie hatte eine große Verehrung zum Herzen Jesu und suchte eine Gemeinschaft, die sich besonders dieser Form der Verehrung widmete. Auf Anraten ihres Beichtvaters, François-Xavier Gautrelet, Gründer des Gebetsapostolates, schloss sie sich keiner bestehenden Gemeinschaft an, sondern gründete schließlich die Oblatinnen des Heiligsten Herzens Jesu. 
Der Bischof von Moulins, Pierre-Simon de Dreux-Brézé, approbierte die Gemeinschaft am 21. Dezember 1874. Am 4. Oktober 1881 erhielt die Kongregation ein Decretum laudis. Die endgültige Approbation durch den Heiligen Stuhl geschah am 16. Mai 1888. Die Satzungen wurden am 4. Mai 1895 approbiert. 
Das Institut hat 43 Niederlassungen weltweit. Das Mutterhaus befindet sich in Montluçon. Die Schwestern widmen sich vor allem der Erziehung, der Waisenpflege und anderen Werken der Nächstenliebe.